# 塩田直重
塩田 直重（しおた なおしげ）は、日本のフィギュアスケート選手（男子シングル）。東京都出身。

## 経歴
1938年、全日本ジュニア選手権に出場し3位に入る。1939年の全日本ジュニア選手権でも2年連続で3位となる。
1947年、全日本選手権に出場し、有坂隆祐に続き2位に入る。その後、1950年と1952年の全日本選手権でも2位となる。1953年、国民体育大会に東京都代表として出場し、一般男子で優勝する。
引退後は、1964年に稲田悦子、片山敏一らとともに日本フィギュアスケーティングインストラクター協会を設立した。

## 主な戦績
| 大会/年              | 1938-39 | 1939-40 | 1947-41 | 1948-49 | 1949-50 | 1950-51 | 1951-52 | 1952-53 |
| -------------------- | ------- | ------- | ------- | ------- | ------- | ------- | ------- | ------- |
| 全日本選手権         |         |         | 2       |         |         | 2       |         | 2       |
| 全日本ジュニア選手権 | 3       | 3       |         |         |         |         |         |         |
| 国民体育大会         |         |         |         |         |         |         |         | 1       |